# Escala en Tenerife
Escala en Tenerife es una comedia musical española de 1964 dirigida por León Klimovsky y protagonizada por el Dúo Dinámico, junto a Ethel Rojo, entre otros.
El guion se centra en presentar una leve trama con diversos números musicales del dúo, que por esa época gozaba de su máxima popularidad, en un entorno turístico en promoción, siguiendo la línea del subgénero de cine turístico.

## Sinopsis
Ramón y Manuel son los dos componentes de "El Dúo dinámico", un famoso grupo musical. Ambos emprenden un viaje hacia Brasil para efectuar una gira pero, antes, el barco en el que viajan deberá de hacer escala en las Canarias. Una vez en las islas afortunadas, una millonaria les hará perder el barco a propósito, con el fin de que actúen en una fiesta benéfica que ella patrocina

## Reparto completo
- Ramón Arcusa, como él mismo
- Manuel de la Calva, como él mismo
- Ethel Rojo como Maya
- Elena María Tejeiro como Amparito
- Trini Alonso como Pamela
- Chicho Gordillo como Pantaleón Romero
- José María Caffarel como Comisario
- José Miguel Ariza como Mánager
- Pedro Rodríguez de Quevedo como Recepcionista
- Lili Muráti como Lucila Wilson